# Kacey Musgraves
Kacey Lee Musgraves (Mineola, Texas, 21 de agosto de 1988) é uma cantora-compositora norte-americana de música country. Ela ficou em sétimo lugar na quinta temporada da competição musical da rede televisiva USA Networks, a Nashville Star de 2007. No Grammy Awards de 2019, venceu a categoria Álbum do Ano por Golden Hour.

## Carreira
Musgraves fez concertos de abertura para a banda Lady Antebellum em sua excursão musical Own the Night em julho no Reino Unido. Ela também assinou com a Mercury Records em 2012 e lançou seu single de estreia de "Merry Go 'Round". Esta será incluída em seu álbum de estreia, que será produzido por Shane McAnally e Laird Lucas.
"Undermine", uma canção escrita conjuntamente por Musgraves e Trent Dabbs, foi destaque na série de televisão Nashville da rede ABC em 17 de outubro de 2012.
Em 27 de janeiro de 2013, Kacey recebeu 2 prêmios Grammy nas categorias Melhor Álbum de Música Country com seu disco "Same Trailer Different Park" e Melhor Canção Country com seu single "Merry Go 'Round".
Em 2018, lança o álbum Golden Hour, pelo qual recebe aclamação da crítica. Por esse álbum, recebe 4 indicações ao Grammy 2019, incluindo Álbum do Ano.

## Discografia

### Álbuns de estúdio
- Same Trailer Different Park (2013)
- Pageant Material (2015)
- A Very Kacey Christmas (2016)
- Golden Hour (2018)

## Prêmios e indicações
| Ano  | Associação                                      | Categoria                                                                             | Resultado                                 |
| ---- | ----------------------------------------------- | ------------------------------------------------------------------------------------- | ----------------------------------------- |
| 2013 | ACM Awards                                      | Top New Female Artist                                                                 | Indicado                                  |
| 2013 | ACM Awards                                      | Top Female Vocalist                                                                   | Indicado                                  |
| 2013 | ACM Awards                                      | Music Video of the Year – "Merry Go 'Round" (duas nomeações: artista e diretora)      | Indicado                                  |
| 2013 | CMT Music Awards                                | Female Video of the Year – "Merry Go 'Round"                                          | Indicado                                  |
| 2013 | CMT Music Awards                                | Breakthrough Video of the Year – "Merry Go 'Round"                                    | Indicado                                  |
| 2013 | CMA Awards                                      | Single of the Year – "Merry Go 'Round"                                                | Indicado                                  |
| 2013 | CMA Awards                                      | Album of the Year – Same Trailer Different Park                                       | Indicado                                  |
| 2013 | CMA Awards                                      | Song of the Year – "Mama's Broken Heart"                                              | Indicado                                  |
| 2013 | CMA Awards                                      | Song of the Year – "Merry Go 'Round"                                                  | Indicado                                  |
| 2013 | CMA Awards                                      | Female Vocalist of the Year                                                           | Indicado                                  |
| 2013 | CMA Awards                                      | New Artist of the Year                                                                | Venceu                                    |
| 2013 | American Country Awards                         |                                                                                       |                                           |
| 2013 | New Artist of the Year                          | Indicado                                                                              |                                           |
| 2013 | Music Video by a New Artist – "Merry Go 'Round" | Indicado                                                                              |                                           |
| 2013 | Song of the Year – "Mama's Broken Heart"        | Indicado                                                                              |                                           |
| 2013 | Song of the Year – "Merry Go 'Round"            | Indicado                                                                              |                                           |
| 2014 | Grammy Awards                                   | Indicado                                                                              | Best New Artist                           |
| 2014 | Grammy Awards                                   | Indicado                                                                              | Best Country Song – "Mama's Broken Heart" |
| 2014 | Grammy Awards                                   | Best Country Song – "Merry Go 'Round"                                                 | Venceu                                    |
| 2014 | Grammy Awards                                   | Best Country Album – Same Trailer Different Park                                      | Venceu                                    |
| 2014 | ACM Awards                                      | Female Vocalist of the Year                                                           | Indicado                                  |
| 2014 | ACM Awards                                      | Album of the Year – Same Trailer Different Park (duas nomeações: artista e produtora) | Venceu                                    |
| 2014 | ACM Awards                                      | Song of the Year – "Mama's Broken Heart"                                              | Indicado                                  |
| 2014 | ACM Awards                                      | Video of the Year – "Blowin' Smoke"                                                   | Indicado                                  |
| 2014 | CMT Music Awards                                | Video of the Year – "Follow Your Arrow"                                               | Indicado                                  |
| 2014 | CMT Music Awards                                | Female Video of the Year – "Follow Your Arrow"                                        | Indicado                                  |
| 2014 | World Music Awards                              | World's Best Female Artist                                                            | Indicado                                  |
| 2014 | World Music Awards                              | World's Best Live Act                                                                 | Indicado                                  |
| 2014 | World Music Awards                              | World's Best Entertainer                                                              | Indicado                                  |
| 2014 | World Music Awards                              | World's Best Album – Same Trailer Different Park                                      | Indicado                                  |
| 2014 | CMA Awards                                      | Song of the Year – "Follow Your Arrow"                                                | Venceu                                    |
| 2014 | CMA Awards                                      | Video of the Year – "Follow Your Arrow"                                               | Indicado                                  |
| 2014 | CMA Awards                                      | Female Vocalist of the Year                                                           | Indicado                                  |
| 2014 | American Music Awards                           | Favorite Country Artist: Female                                                       | Indicado                                  |
| 2015 | CMA Awards                                      | Female Vocalist of the Year                                                           | Indicado                                  |
| 2015 | CMA Awards                                      | Album of the Year – Pageant Material                                                  | Indicado                                  |
| 2015 | CMA Awards                                      | Video of the Year – "Biscuits"                                                        | Indicado                                  |
| 2016 | UK Americana Awards                             | International Album of the Year – Pageant Material                                    | Indicado                                  |
| 2016 | Grammy Awards                                   | Best Country Album – Pageant Material                                                 | Indicado                                  |
| 2016 | ACM Awards                                      | Female Vocalist of the Year                                                           | Indicado                                  |
| 2016 | ACM Awards                                      | Video of the Year – "Biscuits"                                                        | Indicado                                  |
| 2016 | CMA Awards                                      | International Achievement Award                                                       | Venceu                                    |
| 2016 | CMA Awards                                      | Female Vocalist of the Year                                                           | Indicado                                  |
| 2016 | CMT Music Awards                                | Female Video of the Year – "Biscuits"                                                 | Indicado                                  |
| 2016 | Americana Music Honors & Awards                 | Song of the Year – "Dime Store Cowgirl"                                               | Indicado                                  |
| 2016 | People's Choice Awards                          | Favorite Female Country Artist                                                        | Indicado                                  |
| 2017 | ACM Awards                                      | Female Vocalist of the Year                                                           | Indicado                                  |